# Arnold Hoechel
Arnold Hoechel (Steckborn, 24 november 1889 - Genève, 27 oktober 1974) was een Zwitsers architect, hoogleraar en redacteur.

## Biografie
Arnold Hoechel was een zoon van Gotthilf Hoechel, een boekbinder die afkomstig was van Württemberg, en van Maria Lydia Klingenberg. Hij was gehuwd met Daisy Mimi Badel.
Nadat hij zijn diploma van architect had behaald aan de academie voor schone kunsten in Genève, was Hoechel professioneel actief in Zwitserland en Duitsland. In 1917 opende hij een architectenbureau in Genève. Hij nam deel aan diverse wedstrijden en kreeg veel belangrijke opdrachten, zoals de tuinstad van de Geneefse wijk Aïre (1920-1923), de heropbouw van het kantonnale hospitaal van Genève (198-1972) en het paviljoen voor grafische kunsten op de Nationale Tentoonstelling in Zürich (1939).
Als specialist in de bouwsanering werkte Hoechel vanaf 1920 op voor de Geneefse kantonnale dienst dat zich bezighield met het uitbreidingsplan. Van 1929 tot 1931 was hij directeur van deze instantie. Van 1929 tot 1960 was hij professor stedenbouwkunde aan de academies voor schone kunsten en architectuur in Genève. Hij was mede-oprichter van de Congrès Internationaux d'Architecture Moderne en was lid van verschillende architectuurverenigingen en talrijke kantonale commissies. Verder publiceerde hij verschillende artikelen en was hij vanaf 1928 redacteur van het tijdschrift Habitation.
- Base de données des élites suisses: 77438
- Gemeinsame Normdatei: 1046575260
- Historisch woordenboek van Zwitserland: 027361
- Virtual International Authority File: 306269543
- WorldCat: E39PBJd87p8GwPcDXg9fV6MkjC